# Amparo Larrañaga
Amparo Larrañaga Merlo (Madrid, 26 de marzo de 1963) es una actriz española.

## Trayectoria artística
Amparo Larrañaga Merlo nace en el seno de una familia de artistas: sus abuelos eran María Fernanda Ladrón de Guevara e Ismael Merlo; su tía, Amparo Rivelles; su madre, María Luisa Merlo; su padre, Carlos Larrañaga; sus hermanos, Kako Larrañaga, Luis Merlo y Pedro Larrañaga, este último marido de Maribel Verdú.
Imbuida en ese ambiente, Amparo decidió dedicar su vida a la interpretación, y con tan solo 15 años se sube a los escenarios para interpretar la obra Solos en esta tierra (1978), de Manuel Alonso Alcalde. Sería el primero de una larga lista de títulos teatrales que la han convertido en una de las actrices más asiduas en los escenarios españoles durante más de 30 años. Así, tan solo un año más tarde, participaba en el montaje de El avispero, de Eloy Herrera, con Queta Claver,  y continuó, por citar tan solo unos ejemplos, con El corto vuelo del gallo (1980), de Jaime Salom, junto a su madre, Las tormentas no vuelven, de Santiago Moncada, compartiendo escenario con Jesús Puente y Aurora Redondo, Bajarse al moro (1985), de José Luis Alonso de Santos, Lázaro en el laberinto (1986), Antonio Buero Vallejo o Los ochenta son nuestros (1988), de Ana Diosdado.
Su primera experiencia ante la cámara, con tan solo 18 años, la tuvo no como actriz sino como presentadora en el programa de televisión Aplauso, en el que debutó, junto a María Casal, en abril de 1981, si bien tan solo dos meses después fue sustituida por Adriana Ozores. A partir de ese momento realizaría una igualmente sólida carrera en la pequeña pantalla, que tuvo su continuidad en la serie Fragmentos de interior (1984), sobre la novela de Carmen Martín Gaite; Media naranja (1986), la primera serie que protagonizó y que le valió el Premio TP de Oro a la mejor actriz; o Periodistas (1998-2000), en el papel de Laura Maseras.
Su paso por el cine ha sido, por el contrario, casi testimonial, y se reduce a media docena de títulos entre los que destaca Canción de cuna (1994), de José Luis Garci.
En julio de 2020 se confirma que la actriz regresa a la televisión con la serie Los hombres de Paco, como personaje principal, tras 13 años desde que apareció por última vez en una serie de televisión.

## Vida personal
Casada el 19 de febrero de 1982 en el ayuntamiento de Pozuelo de Alarcón con el también actor Pepe Sanz, el 26 de junio, se convirtió en madre de un hijo al que llamó Ismael Vicente en homenaje a su abuelo recientemente fallecido. La pareja se divorció en 1989. Casada en segundas nupcias con Ángel Plana, en 1999 dio a luz su segundo hijo, Ángel.
El 5 de febrero de 2003 fue expulsada, junto a otros actores, del Congreso de los Diputados por mostrar una camiseta en la que se leía claramente un eslogan: «No a la guerra», en oposición al envío de tropas españolas a Irak.

## Cine
| Año  | Película                | Personaje | Director             | Género  | Duración |
| ---- | ----------------------- | --------- | -------------------- | ------- | -------- |
| 1987 | Jarrapellejos           | Purita    | Antonio Giménez-Rico | Drama   | 1h 30 m  |
| 1991 | Las apariencias engañan | Laura     | Carlos Balagué       | Drama   | 1h 39 m  |
| 1994 | Canción de cuna         | Marcela   | José Luis Garci      | Drama   | 1h 41 m  |
| 1994 | Por fin solos           | Vera      | Antonio del Real     | Comedia | 1h 40 m  |
| 1996 | Mi nombre es sombra     | Florence  | Gonzalo Suárez       | Drama   | 1h 30 m  |
| 2005 | Vorvik                  | Elena     | José Antonio Vitoria | Drama   | 1h 40 m  |

## Obras de teatro
- Solos en esta tierra (1978)

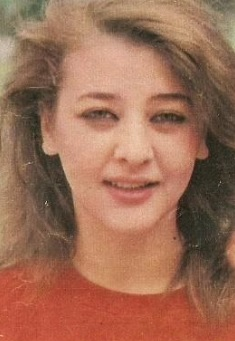
La actriz en 1981

- El corto vuelo del gallo (1980), de Jaime Salom.
- El huevo de Pascua (1981)
- Las tormentas no vuelven (1982), de Santiago Moncada.
- El día de gloria (1983), de Francisco Ors.
- Bajarse al moro (1985), de José Luis Alonso de Santos.
- Lázaro en el laberinto (1986), de Antonio Buero Vallejo.
- Don Juan Tenorio (1986), de José Zorrilla.
- Los ochenta son nuestros (1988), de Ana Diosdado.
- Pisito clandestino (1990), de Antonio Martínez Ballesteros.
- La pasión del mar (1991)
- Una pareja singular (1991)
- Los bellos durmientes (1994), de Antonio Gala.
- Después de la lluvia (1996)
- Decíamos ayer (1997)
- Las amistades peligrosas (2000), de Christopher Hampton.
- Cómo aprendí a conducir (2002)
- Casa de muñecas (2002), de Henrik Ibsen.
- Se quieren (2004)
- Pequeños crímenes conyugales (2005)
- Ser o no ser  (2009-2010)
- Fuga (2010-2012), con Kira Miró y José Luis Gil.
- Hermanas (2013), con María Pujalte y Marina San José.
- El nombre (2014)
- El reencuentro (2018) de Ramón Paso.
- Laponia (2022-2024)

## Series de televisión
- Fragmentos de interior (1984)
- Media naranja (1986)
- Segunda enseñanza (1986)
- Clase media (1987)
- Compuesta y sin novio (1994)
- Por fin solos (1995)
- Periodistas (1998-2000)
- Robles, investigador (2000)
- Estudio 1
- Casa de muñecas (2002)
- Defensa de dama (2003)
- 7 vidas (2003): episódico.
- Fuera de control (2006)
- MIR (2007-2008)
- Los hombres de Paco (2021)

## Programas de televisión
- Aplauso (1981)
- Viéndonos (Martes y trece) (1992)
- Tele 5 ¿dígame? (1992)
- El hormiguero (2011, 2014, 2018) Invitado

## Premios

### Fotogramas de Plata
| Año  | Categoría                      | Trabajo                               | Resultado |
| ---- | ------------------------------ | ------------------------------------- | --------- |
| 1986 | Mejor intérprete de televisión | Media naranja                         | Candidata |
| 1991 | Mejor labor teatral            | La pasión de amar Una pareja singular | Candidata |
| 1997 | Mejor actriz de teatro         | Decíamos ayer                         | Candidata |
| 1998 | Mejor actriz de televisión     | Periodistas                           | Candidata |

### Premios TP de Oro
| Año  | Categoría                  | Trabajo               | Resultado |
| ---- | -------------------------- | --------------------- | --------- |
| 1986 | Mejor actriz de televisión | Media naranja         | Ganadora  |
| 1994 | Mejor actriz de televisión | Compuesta y sin novio | Candidata |
| 1998 | Mejor actriz de televisión | Periodistas           | Candidata |

### Premios de la Academia de la Televisión de España
| Año  | Categoría                     | Trabajo     | Resultado |
| ---- | ----------------------------- | ----------- | --------- |
| 1999 | Mejor interpretación femenina | Periodistas | Candidata |

### Otros premios
- Premio de la Asociación "Toledo Mágico" a la Mejor actriz de teatro (1998).
- Premio Estrella de Oro por su buen hacer profesional en la categoría de interpretación (2011).

## Ancestros
|  |                                                |  |  |  |  |  |  |  |  |  |  |  |  |  |  |  |
|  | 16. Pedro José Larrañaga Sorazabal             |  |  |  |  |  |  |  |  |  |  |  |  |  |  |  |
|  |                                                |  |  |  |  |  |  |  |  |  |  |  |  |  |  |  |
|  |                                                |  |  |  |  |  |  |  |  |  |  |  |  |  |  |  |
|  | 8. Carlos María Larrañaga Onzalo               |  |  |  |  |  |  |  |  |  |  |  |  |  |  |  |
|  |                                                |  |  |  |  |  |  |  |  |  |  |  |  |  |  |  |
|  |                                                |  |  |  |  |  |  |  |  |  |  |  |  |  |  |  |
|  | 17. Ana Francisca Ulpiana Onzalo Urriolabeitia |  |  |  |  |  |  |  |  |  |  |  |  |  |  |  |
|  |                                                |  |  |  |  |  |  |  |  |  |  |  |  |  |  |  |
|  |                                                |  |  |  |  |  |  |  |  |  |  |  |  |  |  |  |
|  | 4. Pedro Larrañaga Ruiz-Gómez                  |  |  |  |  |  |  |  |  |  |  |  |  |  |  |  |
|  |                                                |  |  |  |  |  |  |  |  |  |  |  |  |  |  |  |
|  |                                                |  |  |  |  |  |  |  |  |  |  |  |  |  |  |  |
|  | 18. Ramón Ruiz Gómez                           |  |  |  |  |  |  |  |  |  |  |  |  |  |  |  |
|  |                                                |  |  |  |  |  |  |  |  |  |  |  |  |  |  |  |
|  |                                                |  |  |  |  |  |  |  |  |  |  |  |  |  |  |  |
|  | 9. Margarita Ruiz-Gómez Sanz-Crespo            |  |  |  |  |  |  |  |  |  |  |  |  |  |  |  |
|  |                                                |  |  |  |  |  |  |  |  |  |  |  |  |  |  |  |
|  |                                                |  |  |  |  |  |  |  |  |  |  |  |  |  |  |  |
|  | 19. Margarita Sanz Crespo                      |  |  |  |  |  |  |  |  |  |  |  |  |  |  |  |
|  |                                                |  |  |  |  |  |  |  |  |  |  |  |  |  |  |  |
|  |                                                |  |  |  |  |  |  |  |  |  |  |  |  |  |  |  |
|  | 2. Carlos Larrañaga Ladrón de Guevara          |  |  |  |  |  |  |  |  |  |  |  |  |  |  |  |
|  |                                                |  |  |  |  |  |  |  |  |  |  |  |  |  |  |  |
|  |                                                |  |  |  |  |  |  |  |  |  |  |  |  |  |  |  |
|  | 20. ¿?                                         |  |  |  |  |  |  |  |  |  |  |  |  |  |  |  |
|  |                                                |  |  |  |  |  |  |  |  |  |  |  |  |  |  |  |
|  |                                                |  |  |  |  |  |  |  |  |  |  |  |  |  |  |  |
|  | 10. ¿?                                         |  |  |  |  |  |  |  |  |  |  |  |  |  |  |  |
|  |                                                |  |  |  |  |  |  |  |  |  |  |  |  |  |  |  |
|  |                                                |  |  |  |  |  |  |  |  |  |  |  |  |  |  |  |
|  | 21. ¿?                                         |  |  |  |  |  |  |  |  |  |  |  |  |  |  |  |
|  |                                                |  |  |  |  |  |  |  |  |  |  |  |  |  |  |  |
|  |                                                |  |  |  |  |  |  |  |  |  |  |  |  |  |  |  |
|  | 5. María Fernanda Ladrón de Guevara Trápaga    |  |  |  |  |  |  |  |  |  |  |  |  |  |  |  |
|  |                                                |  |  |  |  |  |  |  |  |  |  |  |  |  |  |  |
|  |                                                |  |  |  |  |  |  |  |  |  |  |  |  |  |  |  |
|  | 22. N. Trápaga                                 |  |  |  |  |  |  |  |  |  |  |  |  |  |  |  |
|  |                                                |  |  |  |  |  |  |  |  |  |  |  |  |  |  |  |
|  |                                                |  |  |  |  |  |  |  |  |  |  |  |  |  |  |  |
|  | 11. María Trápaga                              |  |  |  |  |  |  |  |  |  |  |  |  |  |  |  |
|  |                                                |  |  |  |  |  |  |  |  |  |  |  |  |  |  |  |
|  |                                                |  |  |  |  |  |  |  |  |  |  |  |  |  |  |  |
|  | 23. ¿?                                         |  |  |  |  |  |  |  |  |  |  |  |  |  |  |  |
|  |                                                |  |  |  |  |  |  |  |  |  |  |  |  |  |  |  |
|  |                                                |  |  |  |  |  |  |  |  |  |  |  |  |  |  |  |
|  | 1. Amparo Larrañaga Merlo                      |  |  |  |  |  |  |  |  |  |  |  |  |  |  |  |
|  |                                                |  |  |  |  |  |  |  |  |  |  |  |  |  |  |  |
|  |                                                |  |  |  |  |  |  |  |  |  |  |  |  |  |  |  |
|  | 24. Abelardo Merlo Oltra                       |  |  |  |  |  |  |  |  |  |  |  |  |  |  |  |
|  |                                                |  |  |  |  |  |  |  |  |  |  |  |  |  |  |  |
|  |                                                |  |  |  |  |  |  |  |  |  |  |  |  |  |  |  |
|  | 12. Abelardo Merlo Bort                        |  |  |  |  |  |  |  |  |  |  |  |  |  |  |  |
|  |                                                |  |  |  |  |  |  |  |  |  |  |  |  |  |  |  |
|  |                                                |  |  |  |  |  |  |  |  |  |  |  |  |  |  |  |
|  | 25. Francisca Bort Fabra                       |  |  |  |  |  |  |  |  |  |  |  |  |  |  |  |
|  |                                                |  |  |  |  |  |  |  |  |  |  |  |  |  |  |  |
|  |                                                |  |  |  |  |  |  |  |  |  |  |  |  |  |  |  |
|  | 6. Ismael Merlo Piquer                         |  |  |  |  |  |  |  |  |  |  |  |  |  |  |  |
|  |                                                |  |  |  |  |  |  |  |  |  |  |  |  |  |  |  |
|  |                                                |  |  |  |  |  |  |  |  |  |  |  |  |  |  |  |
|  | 26. Francisco Piquer Pérez                     |  |  |  |  |  |  |  |  |  |  |  |  |  |  |  |
|  |                                                |  |  |  |  |  |  |  |  |  |  |  |  |  |  |  |
|  |                                                |  |  |  |  |  |  |  |  |  |  |  |  |  |  |  |
|  | 13. Amparo Piquer Adsuara                      |  |  |  |  |  |  |  |  |  |  |  |  |  |  |  |
|  |                                                |  |  |  |  |  |  |  |  |  |  |  |  |  |  |  |
|  |                                                |  |  |  |  |  |  |  |  |  |  |  |  |  |  |  |
|  | 27. María del Carmen Adsuara Bonell            |  |  |  |  |  |  |  |  |  |  |  |  |  |  |  |
|  |                                                |  |  |  |  |  |  |  |  |  |  |  |  |  |  |  |
|  |                                                |  |  |  |  |  |  |  |  |  |  |  |  |  |  |  |
|  | 3. María Luisa Merlo Colomina                  |  |  |  |  |  |  |  |  |  |  |  |  |  |  |  |
|  |                                                |  |  |  |  |  |  |  |  |  |  |  |  |  |  |  |
|  |                                                |  |  |  |  |  |  |  |  |  |  |  |  |  |  |  |
|  | 28. N. Colomina Arqués                         |  |  |  |  |  |  |  |  |  |  |  |  |  |  |  |
|  |                                                |  |  |  |  |  |  |  |  |  |  |  |  |  |  |  |
|  |                                                |  |  |  |  |  |  |  |  |  |  |  |  |  |  |  |
|  | 14. José Colomina Queralt                      |  |  |  |  |  |  |  |  |  |  |  |  |  |  |  |
|  |                                                |  |  |  |  |  |  |  |  |  |  |  |  |  |  |  |
|  |                                                |  |  |  |  |  |  |  |  |  |  |  |  |  |  |  |
|  | 29. N. Queralt                                 |  |  |  |  |  |  |  |  |  |  |  |  |  |  |  |
|  |                                                |  |  |  |  |  |  |  |  |  |  |  |  |  |  |  |
|  |                                                |  |  |  |  |  |  |  |  |  |  |  |  |  |  |  |
|  | 7. María Luisa Colomina Domingo                |  |  |  |  |  |  |  |  |  |  |  |  |  |  |  |
|  |                                                |  |  |  |  |  |  |  |  |  |  |  |  |  |  |  |
|  |                                                |  |  |  |  |  |  |  |  |  |  |  |  |  |  |  |
|  | 30. N. Domingo Marqués                         |  |  |  |  |  |  |  |  |  |  |  |  |  |  |  |
|  |                                                |  |  |  |  |  |  |  |  |  |  |  |  |  |  |  |
|  |                                                |  |  |  |  |  |  |  |  |  |  |  |  |  |  |  |
|  | 15. María del Pilar Domingo Crespo             |  |  |  |  |  |  |  |  |  |  |  |  |  |  |  |
|  |                                                |  |  |  |  |  |  |  |  |  |  |  |  |  |  |  |
|  |                                                |  |  |  |  |  |  |  |  |  |  |  |  |  |  |  |
|  | 31. N. Crespo                                  |  |  |  |  |  |  |  |  |  |  |  |  |  |  |  |
|  |                                                |  |  |  |  |  |  |  |  |  |  |  |  |  |  |  |
|  |                                                |  |  |  |  |  |  |  |  |  |  |  |  |  |  |  |